# 梅德韋日耶湖 (庫爾干州)
55°12′N 68°1′E / 55.200°N 68.017°E
梅德韋日耶湖（俄语：Медвежье озеро），是俄羅斯的湖泊，位於該國西南部，由庫爾干州責管轄，海拔高度113米，該湖泊面積61.3平方公里，平均水深0.6米，最大水深1.2米。